# ييني فارتياينن

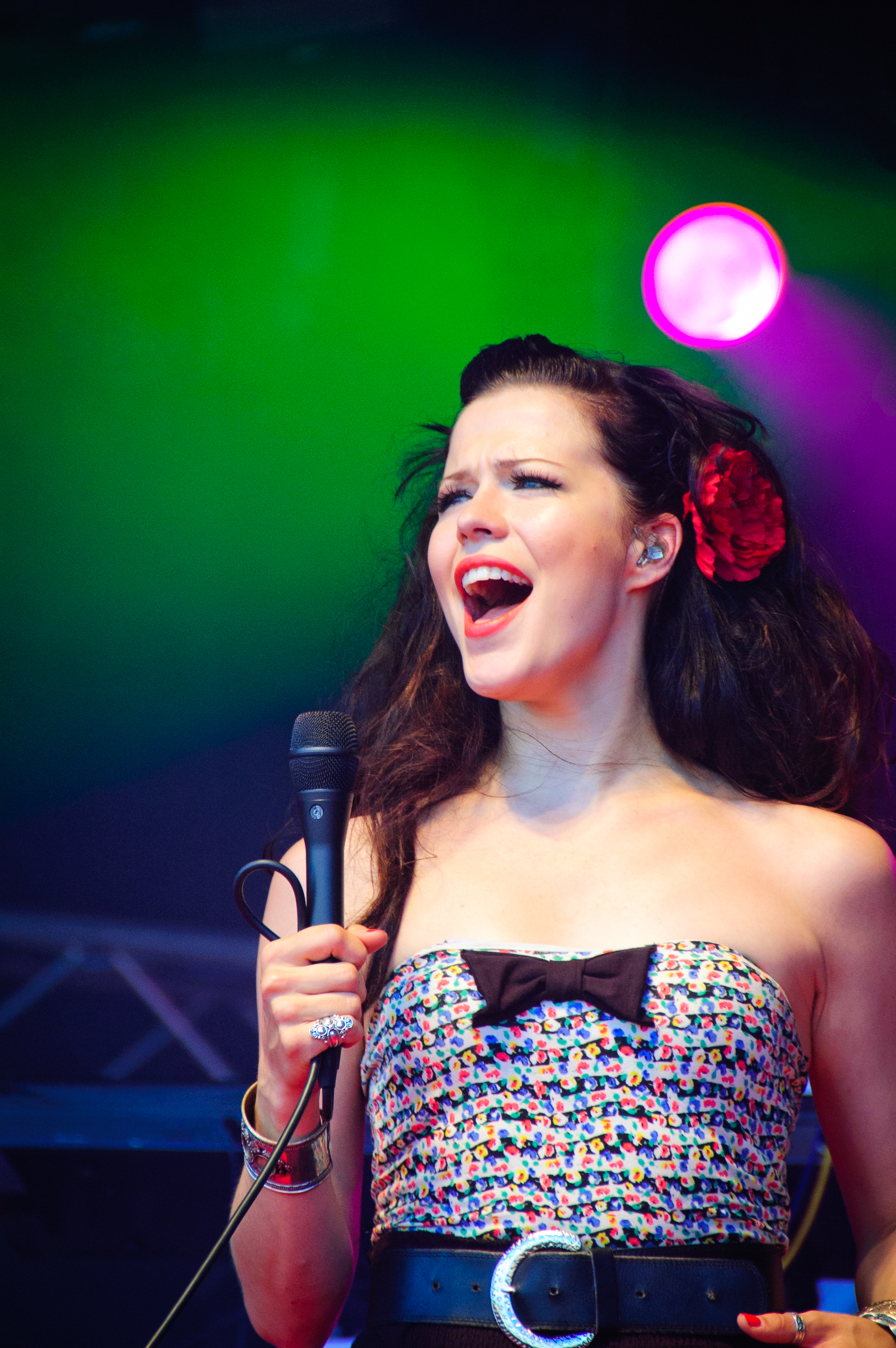
ييني فارتياينن

ييني فارتياينن (Jenni Vartiainen؛ كووبيو، 20 مارس 1983)مغنية بوب فنلندية. قبل انخراطها بالاحتراف الموسيقي، كانت في سنوات مراهقتها متزلجة فنية على الجليد والتحقت بمدرسة كووبيو العليا للموسيقى والرقص. لمع نجم فارتياينن من خلال الفوز ببرنامج المواهب الفنلندي بوبستارز في أكتوبر 2002 مع سوزانا كورفالا وأوسهما أولافا ويونا بيرينن. شكلن الأربعة فرقة جيمل التي أصدرت ثلاثة ألبومات إستوديو، باعت أكثر من 160,000 وتحصلت على ثلاث جوائز إيما لإسهاماتها البارزة في مجال الموسيقى، التي منحها اتحاد صناعة الموسيقى الفنلندية (Musiikkituottajat). انفرط عقد الفرقة في أكتوبر 2004.
بعد جيمل، بدأت فارتياينن حياتها المهنية المنفردة، فأصدرت أولى أغنية ا "Tunnoton" في أبريل 2007. في سبتمبر من العام نفسه أتبعت واح أولى أغانيها بأول ألبوم لها "Ihmisten edessä"، والذي بلغ ذروته في المركز السادس على ترتيب الألبومات الفنلندية، وهو على اسم الأغنية الثانية به، وكلاهما بلغا مبيعات ذهبية في فنلندا بما يزيد على 61000 و 16,000 نسخة، على التوالي. في أواخر مارس 2010، أصدرت ييني فارتياينن ألبومها الثاني "Seili"، بعد بلوغ أغنية لأول مرة مبيعات ذهبية "En haluu kuolla tänä yönä". لأول مرة في السنة الثانية في الألبوم رقم واحد على الرسم البياني البومات، في حين رسم غير متتابع لأكثر من سنة، وذهب لبيع أكثر من 120,000 نسخة (متعددة البلاتين)، وأصبح الألبوم الأكثر مبيعا لعام 2010 في فنلندا. خرج من ألبوم "Seili" أغنية أخرى بلغت مبيعات ذهبية في أغسطس 2010، وهي "Missä muruseni on" والتي هيمنت على المراكز الثلاث الأولى بترتيب الأغاني الفنلندي حتى مطلع العام 2011.

## روابط خارجية
- ييني فارتياينن على موقع IMDb (الإنجليزية)
- ييني فارتياينن على موقع ميوزك برينز (الإنجليزية)
- ييني فارتياينن على موقع أول ميوزيك (الإنجليزية)
- ييني فارتياينن على موقع ديسكوغز (الإنجليزية)
- ييني فارتياينن على موقع قاعدة بيانات الفيلم (الإنجليزية)